# Abyssarcturus averincevi
Abyssarcturus averincevi is een pissebed uit de familie Antarcturidae. De wetenschappelijke naam van de soort is voor het eerst geldig gepubliceerd in 1995 door Kussakin & Vasina.